# Henry Dougier
Henry Dougier, né le 27 septembre 1936 à Neuilly-sur-Seine, est un éditeur français, fondateur des Éditions Autrement, cédées à Flammarion en 2011.
En 2014, il crée les Ateliers Henry Dougier qui se définissent comme un laboratoire d'innovation sociale et d'actions de terrain prenant la forme de collections de livres dont la première s'intitule « Lignes de vie d'un peuple ».

## Parcours
Ancien étudiant de l'ESSEC (1956-1959) et de l'INSEAD (1962-1963), Henry Dougier, tout juste diplômé, est recruté par Shell International à Paris et à Londres de 1963 à 1969, puis par le groupe Expansion de 1969 à 1974 en collaboration avec Jean-Louis Servan-Schreiber avec qui, il créera le magazine mensuel, Le Management.
Parallèlement, il avait créé, en liaison avec l'INSEAD, un trimestriel en anglais : European Business.

### Les Éditions Autrement
Il lance en 1975, avec le soutien financier de Christian de Bartillat, des éditions Stock, la revue trimestrielle Autrement qui deviendra en 1983 les Éditions Autrement, maison d'édition comptant près de 40 collections dans le domaine des sciences humaines, de la littérature, de la jeunesse, dont des collections phares : « Monde » (créée en 1983), « Morales », « Mémoires », « Mutations », « Mook », soit plus de 2 500 titres publiés de 1975 à 2011.
Le mot Autrement évoque clairement la volonté de son fondateur de changement et de renouveau, mêlant l'action et le rêve.
En 1993, Autrement crée sa collection littérature avec notamment les œuvres de Laurie Colwin, Joseph Conrad, Kenneth Cook, Eduardo Mallea, Grazia Deledda et Margaret Atwood. La publication en 1995 de Inconnu à cette adresse de l'Américaine Kathryn Kressmann Taylor, inédit en France, offre à la maison d'édition une présence forte dans les meilleures ventes (1 million d'exemplaires). Henry Dougier a également découvert l'auteur Gaëlle Josse, qui a publié Les heures silencieuses, Nos vies désaccordées et Noces de neige aux éditions Autrement.
1993 est également l'année de création d'une première collection d’albums jeunesse, série complétée au fil des années avec, en 2001, la création d'une nouvelle collection documentaire intitulée « Junior » puis en 2004 la collection « Histoire sans paroles » au format très original.
Toujours en 1993, la collection « Atlas/Monde » voit le jour, suivie en 1994 par une collection « Atlas/Mémoires », en 2000 par les « Atlas des guerres », puis en 2009 par la collection « Atlas Mégapole » sous l'égide de Thierry Sanjuan.
En avril 2011, Autrement est cédé au groupe Flammarion, qui était déjà son diffuseur depuis 2008. Henry Dougier en conserve toutefois la présidence.

### Créations de sociétés
Dès 1975, Henry Dougier crée l’Atelier pour la création et l’expérimentation sociale, qui organise de nombreux séminaires avec des innovateurs sociaux et réalise des études de terrain avec des partenaires de l’Économie sociale et solidaire (ESS).
Il lance simultanément les Ateliers d’octobre qui rassemblent chaque année (de 1979 à 1985) dans une ville-accueil des entrepreneurs sociaux. Il lance ensuite les Trans-européennes de littérature et les Journées jeunes créateurs dans les années 1985-1990.
En 1981, il invente le concept de « boutiques de gestion » destinées aux apprentis « entrepreneurs sociaux ». Il implante même une première boutique dans les locaux d’Autrement avec l’aide du Fonds social européen et de la Délégation à l’emploi. Ces boutiques de gestion perdurent et sont réparties aujourd'hui sur tout le territoire.
Après la cession d'Autrement à Flammarion, Henry Dougier crée la Fondation R, dans le même esprit et les Ateliers Henry Dougier, une structure associative chargée de réaliser des projets éditoriaux novateurs.

### Les Ateliers Henry Dougier
La première collection, lancée en septembre 2014, s'intitule « Lignes de vie d’un peuple ». Elle raconte la vie réelle de pays, régions ou diasporas au travers des témoignages conduits par des auteurs, universitaires ou journalistes, vivant sur place. La couverture de chaque livre de la collection représente une main cartographiée – dessinée par Céline Boyer – appartenant à un habitant du pays, de la région ou de la diaspora concernée. Aujourd'hui, la collection comprend une trentaine de titres.
En 2016, les Ateliers Henry Dougier lancent la collection "Métamorphoses d'une Nation" où un auteur livre le point de vue de 10 grands témoins qui ont été acteurs de moments-clés dans l'histoire récente d'un pays.
Enfin, en 2017, les Ateliers Henry Dougier lancent une collection Littérature, qui commence avec un roman de Gaëlle Josse : Un été à quatre mains.
En 2021, la collection Le roman d'un chef-d’œuvre voit le jour : des romans mêlant fiction et histoire autour de la création d'un tableau célèbre écrits par des artistes ou historiens d'art.
Par ailleurs, les Ateliers Henry Dougier créent avec des jeunes des milieux populaires, souvent invisibles et inaudibles, une série de journaux réalisés par les Jeunes eux-mêmes, sous la forme de livres-graphiques-pliés de seize pages : Nous, Jeunes (des quartiers, des lycées professionnels, des foyers,...).

### Podcast
- Delphine Japhet, « À voix nue : Henry Dougier, l’indocile activiste », cinq épisodes de 30 min, France Culture, 2015.